# Gustaw Cieślar
Gustaw Cieślar (ur. 6 lipca 1957 w Brennej) – polski duchowny baptystyczny, w latach 2007–2013 przewodniczący Rady Kościoła Chrześcijan Baptystów w RP.
Absolwent Chrześcijańskiej Akademii Teologicznej w Warszawie. Pełnił funkcje duszpasterskie w zborach baptystycznych w Krakowie, Gdańsku, Warszawie-Radości i w Szczecinie. W latach 1993–2005 był rektorem Wyższego Baptystycznego Seminarium Teologicznego w Warszawie-Radości. Od 1995–2004 był członkiem Rady Kościoła, w której w latach 1999–2003 zajmował stanowisko wiceprzewodniczącego i skarbnika Rady. W latach 2010–2013 był członkiem Komisji Wspólnej Przedstawicieli Rządu RP i Polskiej Rady Ekumenicznej. W 2013 r. ponownie został wybrany na urząd rektora WBST. Funkcję tę pełnił do 2018 r.